# Ocasionalismo

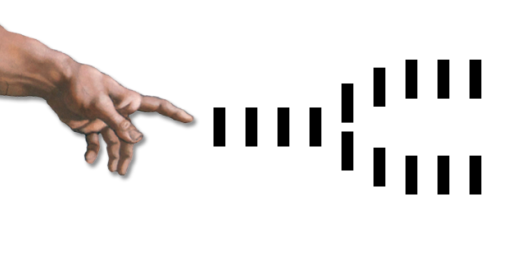
Si Dios es causa de todo, entonces también lo es de nuestras acciones.

El ocasionalismo es una teoría filosófica sobre la causalidad que afirma que las sustancias creadas no pueden ser causas eficientes de eventos. En cambio, todos los eventos se consideran causados directamente por Dios. (Una teoría relacionada, que ha sido llamada "causalidad ocasional", también niega un vínculo de causalidad eficiente entre eventos mundanos, pero puede diferir en cuanto a la identidad de la verdadera causa que los reemplaza.) La teoría establece que la ilusión de causalidad eficiente entre eventos mundanos surge de que Dios cause un evento tras de otro. Sin embargo, no hay una conexión necesaria entre los dos: no es que el primer evento cause que Dios cause el segundo evento: más bien, Dios primero causa uno y luego causa el otro.
El ocasionalismo suele referirse en particular a una doctrina posterior elaborada inicialmente por los seguidores de Descartes: Louis de la Forge, Géraud de Cordemoy, Johannes Clauberg y, sobre todo, Arnold Geulincx. Fue desarrollada con posterioridad por Malebranche (1638-1715), y afirma en lo esencial que el alma y el cuerpo no actúan directamente una sobre el otro, y viceversa, siendo como son sustancias totalmente heterogéneas, sino que es Dios quien produce en el alma una sensación cuando el cuerpo la experimenta, y quien da al cuerpo un movimiento cuando el alma así lo desea. Dios es la única causa de lo que procede y sus criaturas finitas son simplemente la ocasión o el detonante simbólico de la actividad causal de Dios.
Este pensamiento ya se ve en el pensador islámico Algazel y fue influyente en filósofos como George Berkeley y David Hume.
La acción recíproca del alma y el cuerpo no es sino aparente, ya que lo que realmente ocurre es que lo que nos parece ser una acción del alma sobre el cuerpo no es más que una "ocasión" de la acción divina.

## Escuelas teológicas islámicas
La doctrina alcanzó prominencia por primera vez en las escuelas de teología islámica de Irak, especialmente en Basora. El teólogo del siglo IX Abu al-Hasan al-Ash'ari argumentó que no hay Causación Secundaria en el orden creado. El mundo se sostiene y gobierna mediante la intervención directa de una causalidad primaria divina. Como tal, el mundo está en un constante estado de re-creación por parte de Dios.
El proponente más famoso de la doctrina ocasionalista Asharita fue Abu Hamid Muhammad ibn Muhammad al-Ghazali (o Algazel), un teólogo del siglo XI radicado en Bagdad. En La incoherencia de los filósofos, Algazel lanzó una crítica filosófica contra filósofos islámicos antiguos influenciados por el neoplatonismo como Al-Farabi y Avicenna. En respuesta a la afirmación de los filósofos de que el orden creado está gobernado por causas eficientes secundarias (Dios es, por así decirlo, la Causa Primaria y Final en un sentido ontológico y lógico), Algazel sostiene que lo que observamos como regularidad en la naturaleza, presumiblemente basada en alguna ley natural, es en realidad una especie de regularidad constante y continua. No hay ninguna necesidad independiente de cambio y transformación aparte de lo que Dios ha ordenado. Postular una causalidad independiente fuera del conocimiento y la acción de Dios es privarlo del verdadero albedrío y menospreciar su atributo de poder. En su famoso ejemplo, cuando el fuego y el algodón se ponen en contacto, el algodón se quema no por el calor del fuego, sino por la intervención directa de Dios, una afirmación que defendió usando la lógica. En el siglo XII, esta teoría fue defendida y aumentada por el teólogo islámico Fakhr al-Din al-Razi, utilizando su experiencia en ciencias naturales como la astronomía, la cosmología y la física.
Debido a que generalmente se ve a Dios como racional, en lugar de arbitrario, su comportamiento al causar normalmente eventos en la misma secuencia (es decir, lo que a nuestros ojos parece ser una causalidad eficiente) puede entenderse como una consecuencia natural de ese principio de la razón, que luego describimos como leyes naturales. Sin embargo, propiamente hablando, estas no son leyes de la naturaleza, sino leyes por las cuales Dios elige gobernar su propio comportamiento ("su autonomía", en sentido estricto) - en otras palabras, su voluntad racional. Sin embargo, esto no es un elemento esencial de las explicaciones ocasionalistas, y el ocasionalismo puede incluir posiciones en las que el comportamiento de Dios (y por lo tanto el del mundo) se considera en última instancia inescrutable, manteniendo así la trascendencia esencial de Dios. Según esta interpretación, las anomalías aparentes, como los milagros, no son realmente tales: son simplemente Dios comportándose de una manera que parece inusual para nosotros. Dada su libertad trascendente, ni siquiera está atado por su propia naturaleza. Los milagros, como rupturas en la estructura racional del universo, pueden ocurrir, ya que la relación de Dios con el mundo no está mediada por principios racionales.
En un artículo de 1978 en 'Studia Islamica', Lenn Goodman hace la pregunta: "¿Negó Al-Ghazâlî la causalidad?"  y arguye que Algazel no negó la existencia de una causalidad "mundana" observada. Según el análisis de Goodman, Algazel no afirma que nunca haya ningún vínculo entre la causa observada y el efecto observado: más bien, Ghazali argumenta que no existe un vínculo "necesario" entre la causa y el efecto observados.

## Dualismo
Una de las motivaciones de la teoría es la creencia dualista de que la mente y la materia son tan completamente diferentes en sus esencias que una no puede afectar a la otra. Así, la mente de una persona no puede ser la verdadera causa del movimiento de su mano, ni una herida física puede ser la verdadera causa de la angustia mental. En otras palabras, lo mental no puede causar lo físico y viceversa. Además, los ocasionalistas generalmente sostienen que lo físico tampoco puede causar lo físico, ya que no se puede percibir una conexión necesaria entre las causas y efectos físicos. La voluntad de Dios se considera necesaria.
El primer filósofo en llegar a una propuesta de dualismo fue Platón en el siglo IV a. C.. en la Grecia Antigua. El platonismo o dualismo platónico ha sido interpretado como una forma de dualismo metafísico, ya que la metafísica de Platón propone una división del mundo en dos aspectos distintos: el mundo inteligible y el mundo sensible. El mundo inteligible o ideal (de las ideas) refiriéndose a aquel que se encuentra en las formas abstractas e intangibles como el auténtico ser, y, el mundo sensible o material refiriéndose a todo aquello que vemos a nuestro alrededor por medio de la percepción como formas cambiantes y réplicas imperfectas de las formas inteligibles o ideas que conforman el otro mundo.
Sin embargo, la doctrina se asocia más a menudo con ciertos filósofos de la escuela cartesiana del siglo XVII. Hay indicios de un punto de vista ocasionalista en algunos puntos en los propios escritos de Descartes, pero estos pueden explicarse en su mayoría a través de interpretaciones alternativas. Sin embargo, muchos de sus seguidores posteriores se comprometieron de manera bastante explícita con una posición ocasionalista. De una forma u otra, la doctrina se puede encontrar en los escritos de Johannes Clauberg, Claude Clerselier, Géraud de Cordemoy, Arnold Geulincx, Louis de La Forge, François Lamy y (más notablemente), Nicolás Malebranche.

## Los argumentos de Hume, Berkeley y Leibniz
El argumento negativo de estos ocasionalistas, de que no es posible descubrir las conexiones necesarias entre los acontecimientos mundanos, fue anticipado por ciertos argumentos de Nicolás de Autricuía en el siglo XIV, y más tarde retomados por David Hume en el siglo XVIII. Hume, sin embargo, se detenía en lo que respectaba al lado positivo de la teoría, en que se apelaba a que Dios reemplazaba tales conexiones, quejándose de que "nos hemos metido en la tierra de hadas [...] Nuestra línea es demasiado corta para sondear tan inmensos abismos ". En cambio, Hume creía que el único lugar donde se podían encontrar las conexiones necesarias era en las asociaciones subjetivas de ideas dentro de la mente misma. George Berkeley también se inspiró en los ocasionalistas, y estuvo de acuerdo con ellos en que no se podía atribuir a los cuerpos ningún poder eficiente. Para Berkeley, los cuerpos simplemente existían como ideas en las mentes perceptoras, y todas esas ideas eran, como decía, "visiblemente inactivas". Sin embargo, Berkeley no estaba de acuerdo con los ocasionalistas al seguir dotando a las mentes creadas mismas de poder eficiente. Gottfried Wilhelm Leibniz estaba de acuerdo con los ocasionalistas en que no podía haber una causalidad eficiente entre distintas sustancias creadas, pero no creía que se siguiera de ello que no hubiera ningún poder eficiente en el mundo creado. Por el contrario, toda sustancia simple tiene el poder de producir cambios en sí misma. La ilusión de una causalidad eficiente, para Leibniz, surgía de la armonía preestablecida entre las alteraciones producidas inmanentemente dentro de diferentes sustancias. Leibniz quería decir que si Dios no existiera, "no habría nada real en las posibilidades, no solo nada existente, sino tampoco nada posible".

## Dos sentidos diferentes de ocasionalismo
En dos diferentes sentidos puede entenderse el ocasionalismo. De manera estricta como el conjunto de las teorías que varios pensadores cartesianos o filósofos influidos por Descartes propusieron con el designio de resolver el problema de la interacción entre las sustancias, la pensante y la extensa. En otro sentido más lato como una serie de tesis que diferentes escuelas, y diferentes filósofos y teólogos, de la antigüedad o de la época moderna, presentaron y sostuvieron para dar una solución al problema del conflicto existente entre el determinismo, la providencia o predestinación divina, y el libre albedrío humano.

### Ocasionalismo en sentido estricto
El primero de los sentidos o sentido estricto apareció de modo definido con el dualismo cartesiano. En cuanto éste era admitido, se presentaban varias soluciones.
1.Entender que debe haber, al mismo tiempo, una sustancia pensante y extensa. Esta concepción fue, justamente, la sostenida por el mismo Descartes, mediante la tesis singular de que el alma tiene su sede en la llamada glándula pineal.
2.Considerar que las dos sustancias, la pensante y la extensa no son otra cosa que dos atributos correspondientes a una única y singular sustancia que es la divinidad, o Dios. En tal posición encontramos la filosofía de Baruch Spinoza.
3.Admitir que las dos sustancias, extensa y pensante, han sido como predeterminadas ab initio por Dios, de tal manera que pueden asemejarse al funcionamiento de dos relojes que marchan simultánea y sincrónicamente, no por azar, ni por ninguna otra razón, sino por "una armonía preestablecida". Tal ha sido la solución de Geulincx y Leibniz.
4.Concebir que en cada "ocasión" en que se produce un movimiento anímico, Dios interviene para provocar el correspondiente movimiento en el cuerpo. O al revés. Esta es la solución estrictamente denominada "ocasionalista". Posición de Malebranche.
Puede advertirse, de este modo, que el ocasionalismo sustituye el concepto de causa o causalidad, por el de ocasión. Esto sostiene la implicación de que toda causa está circunscrita a una situación, ocasional.
Algunos pensadores que representan esta doctrina entienden que Dios ha intervenido, de una vez para siempre, con el propósito de determinar de modo adecuado la relación entre las dos sustancias.
Pero también han estado los que sostuvieron -o sostienen- que hay una intervención continua y persistente en el tiempo, de Dios.

## Conclusión
Se puede advertir la presencia de presupuestos comunes en todos los ocasionalistas. En primer lugar, la consideración de que cada individuo no es un actor independiente en el escenario del mundo, sino un mero espectador que aprecia lo que sucede. Por otra parte, la doctrina de que las acciones en que estoy involucrado no son provocadas por mí, sino por Dios. También encontramos la idea de que no es el sujeto el que ejecuta los movimientos del cuerpo como consecuencia de los movimientos de su alma, sino que es Dios el artífice que los promueve.